# Guno Berenstein
Pour les articles homonymes, voir Berenstein.
Guno Berenstein (né le 18 décembre 1967 dans le district de Nickerie au Suriname) est un judoka néerlandais. Il participe aux Jeux olympiques d'été de 1988 de Séoul dans la compétition masculine extra-légère.